# Sainte-Croix-à-Lauze
Sainte-Croix-à-Lauze – miejscowość i gmina we Francji, w regionie Prowansja-Alpy-Lazurowe Wybrzeże, w departamencie Alpy Górnej Prowansji.

## Demografia
Według danych na rok 1990 gminę zamieszkiwało 61 osób, a gęstość zaludnienia wynosiła 7 osób/km². W styczniu 2015 r. Sainte-Croix-à-Lauze zamieszkiwało 81 osób, przy gęstości zaludnienia wynoszącej 9,3 osób/km².